# Jan Kofroň
Jan Kofroň (* 8. června 1944 Praha) se v květnu 2008 stal prvním ženatým knězem v římskokatolické církvi v České republice vysvěceným po roce 1989. Pracoval jako sekretář biskupa Mons. Václava Malého a působí jako nemocniční kaplan.

## Tajné vysvěcení za komunistického režimu
Kofroň byl poprvé tajně vysvěcen za komunistického režimu 18. srpna 1988 a včleněn do řeckokatolické církve. Kofroň byl svěcen jako biritualista a stalo se tak se souhlasem řeckokatolického ordináře Mons. Jána Hirky.

## Nové vysvěcení
Po roce 1989 však oficiální církev hleděla na některá tajná svěcení s pochybnostmi a po takto vysvěcených kněžích žádala druhé, takzvaně podmíněné (sub conditione) svěcení. Neženatí kněží se pak mohli zařadit do římskokatolické církve, ženatí sloužili v řeckokatolické církvi. U Kofroně učinil papež Benedikt XVI. výjimku a povolil jeho vysvěcení a začlenění přímo do římskokatolické církve západního obřadu.
Kofroň tak 12. května 2008 přijal v kostele sv. Benedikta v Praze z rukou biskupa Malého kněžské svěcení sub conditione podle norem Svatého Stolce z roku 1992. „U nás je to v podstatě průlom. Řím to povolil konkrétně pro tento případ,“ uvedl Tomáš Roule, sekretář tehdejšího arcibiskupa Miloslava kardinála Vlka.
V řadách římskokatolické církve však v té době ve farnosti Raspenava působil také kněz Miloš Raban (†2011), který byl rovněž jako ženatý vysvěcen v Římě v roce 1985. Stalo se tak poté, co získal od papeže Jana Pavla II. dispens od povinnosti celibátu. Obdobné případy se ve světě staly např. při konverzích anglikánů k římskokatolické církvi.
Kofroň se již dlouhá léta věnuje především službě nemocným a starým lidem.

## Názory
Celibát by měl být podle Kofroně dobrovolný, neboť tomu tak bylo v katolické církvi až do 11. století.

## Soukromý život
S manželkou Věrou (* 11. srpna 1944) má čtyři děti, z nichž nejstarší, Johana Bronková, působí v české sekci vatikánského rozhlasu. Žije a kněžsky působí v Praze 8 – Bohnicích, kde je rektorem kostela sv. Václava v areálu psychiatrické nemocnice.